# 23884 Karenharvey
23884 Karenharvey este un asteroid din centura principală de asteroizi.

## Descriere
23884 Karenharvey este un asteroid din centura principală de asteroizi. A fost descoperit pe 20 septembrie 1998 la Goodricke-Pigott de Roy A. Tucker. Asteroidul prezintă o orbită caracterizată de o semiaxă mare de 2,54 ua, o excentricitate de 0,14 și o înclinație de 14,6° în raport cu ecliptica.